# ووپاوا
ووپاوا (به لاتین: Łupawa) یک روستا در لهستان است که در گمینا پوتنگووو واقع شده‌است. ووپاوا ۷۳۰ نفر جمعیت دارد.